# Vårbybron

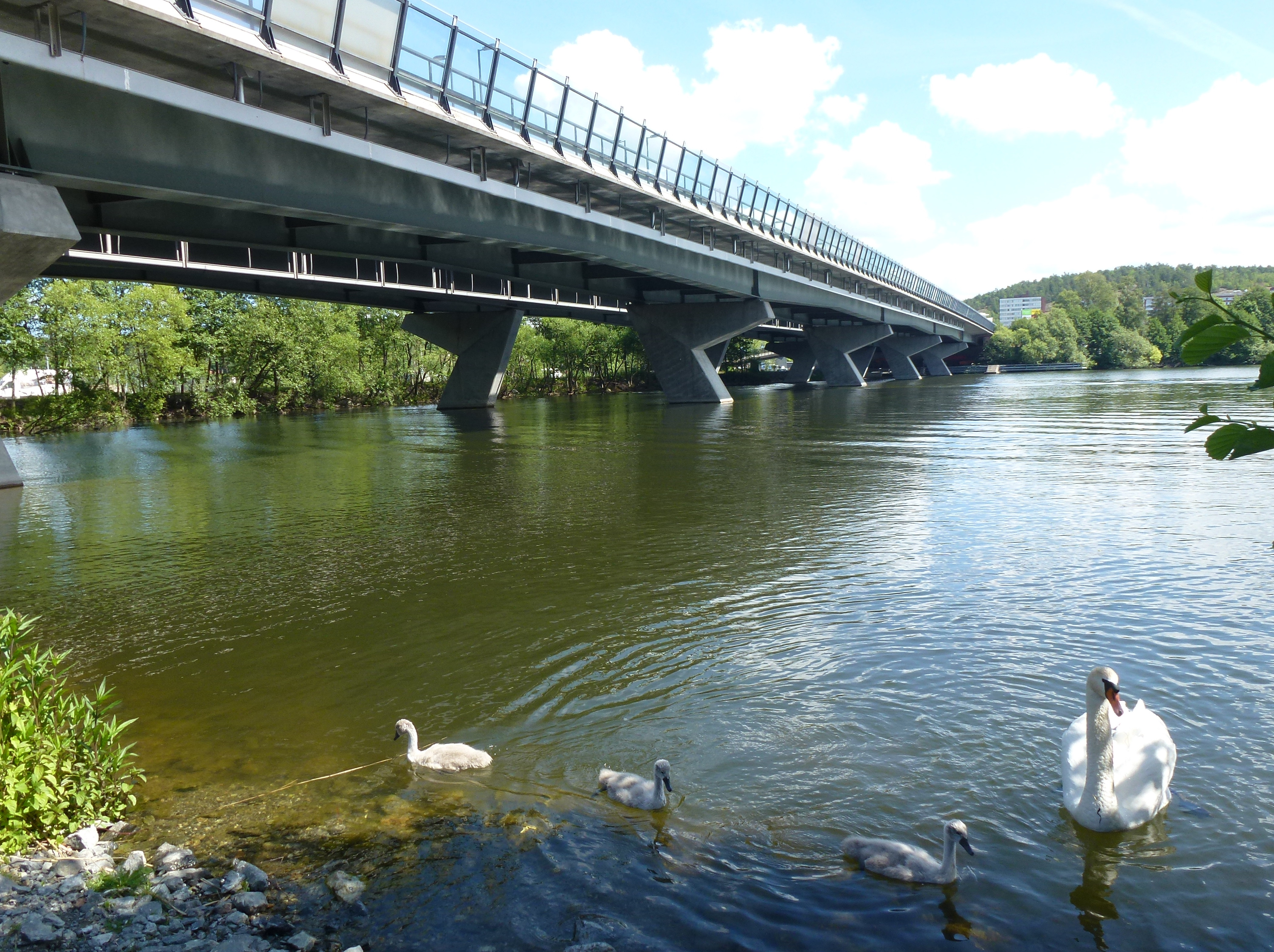
Vårbybron, vy över Fittjaviken.

Vårbybron är en motorvägsbro för Södertäljevägen (E4/E20) i Botkyrka kommun. Bron invigdes 1996 och ersatte då en smalare bro från 1960-talet. Vårbybron ritades av Rundquist Arkitekter och nominerades för ’’Vackra vägars pris’’ 1996.

## Beskrivning
Vårbybron består av två parallella broar som spänner över norra delen av Fittjaviken och har en längd av 255 meter. Varje bro har tre körfält och en vägren. Den totala bredden för broarna är 30 meter och den segelfria höjden är 6 meter. Bron är en kombinerad betong- och stålkonstruktion, där vardera fem ”>” formade betongkonsoler bär upp stålbalkar, som i sin tur bär vägbanan. Stålkonstruktionen drabbades redan efter tio år av utmattningsskador som visade sig som sprickbildningar i svetsfogarna mellan avstyvningarna och balkflänsarna.
Bron ritades mellan 1994 och 1996 av Rundquist Arkitekter, där arkitekt Jonas Björkman formgav bropelarna. Han utvecklade deras speciella form ”för att hantera små vinkel- och höjdskillnader och skapa lätthet ”. Beställare var Vägverket.
Vårbybron passeras av ungefär 50 000 fordon per dag. Föroreningar som alstras av trafiken och spolas bort med dagvattnet fångas upp i en sorts hängrännor och leds till en reningsbassäng under bron. Efter sedimenteringen i bassängen släpps vattnet ut i Fittjaviken medan föroreningarna stannar kvar i bassängen.

## Bilder

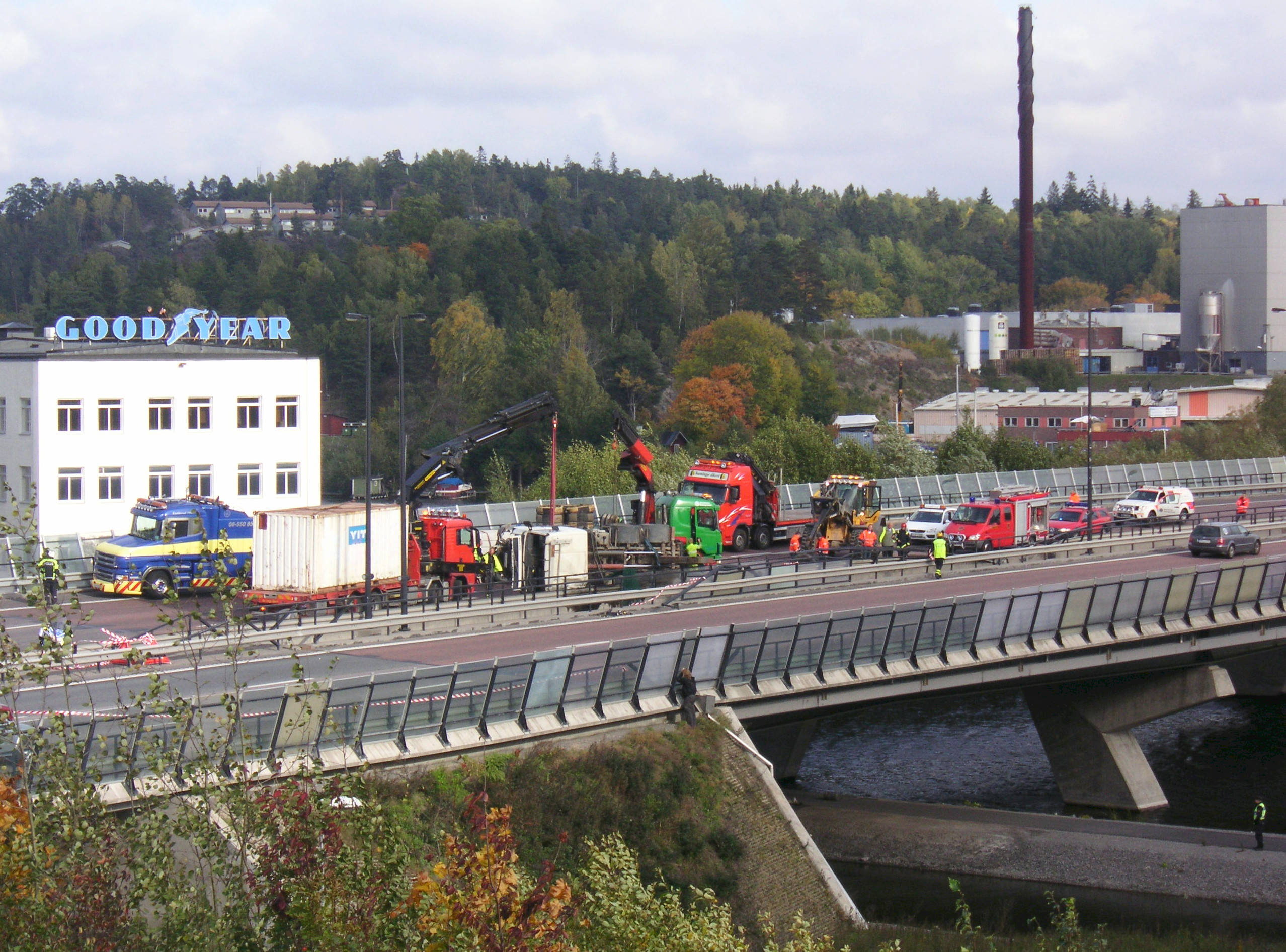
Olycka på Vårbybron, 2010
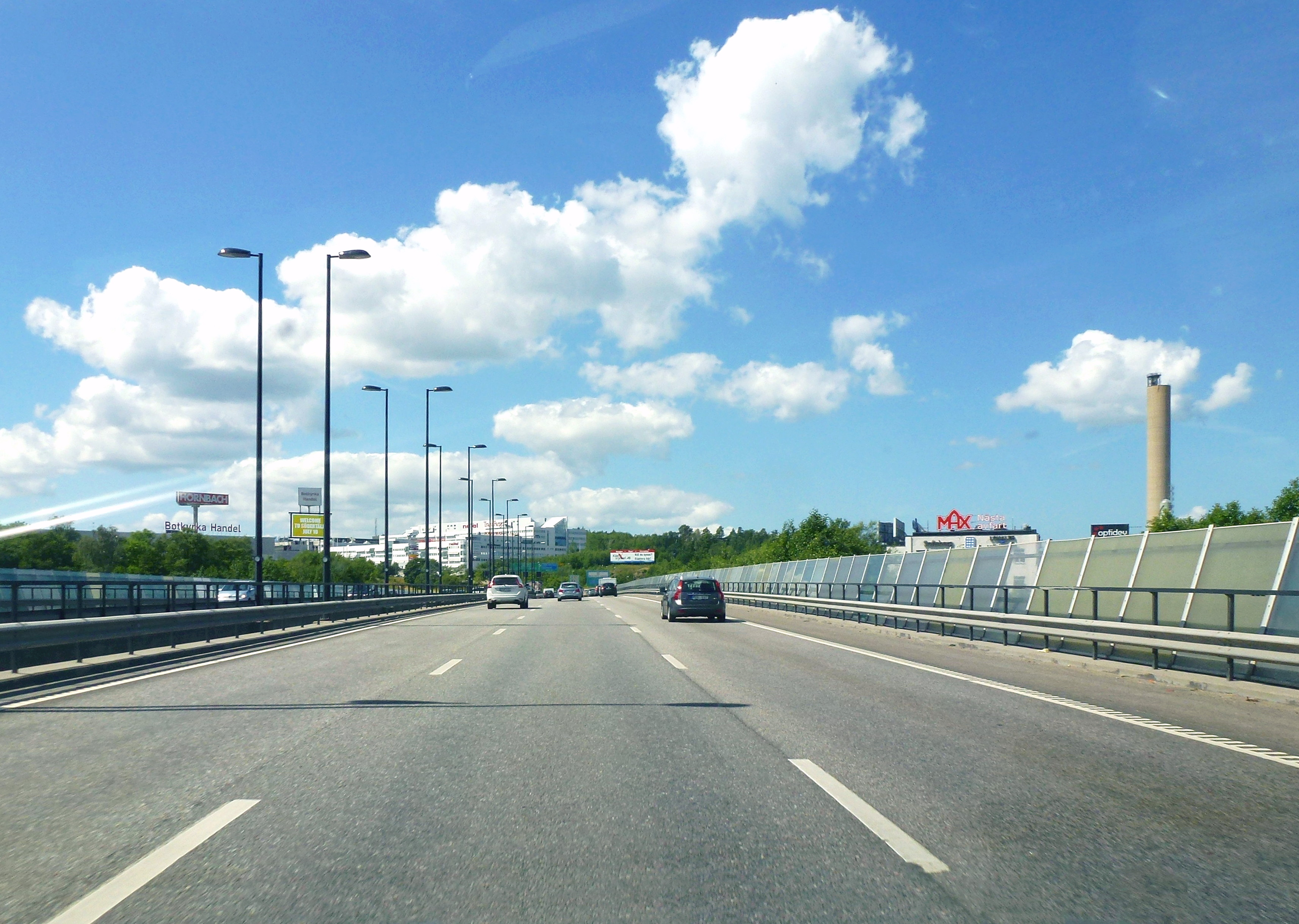
På Vårbybron, västerut
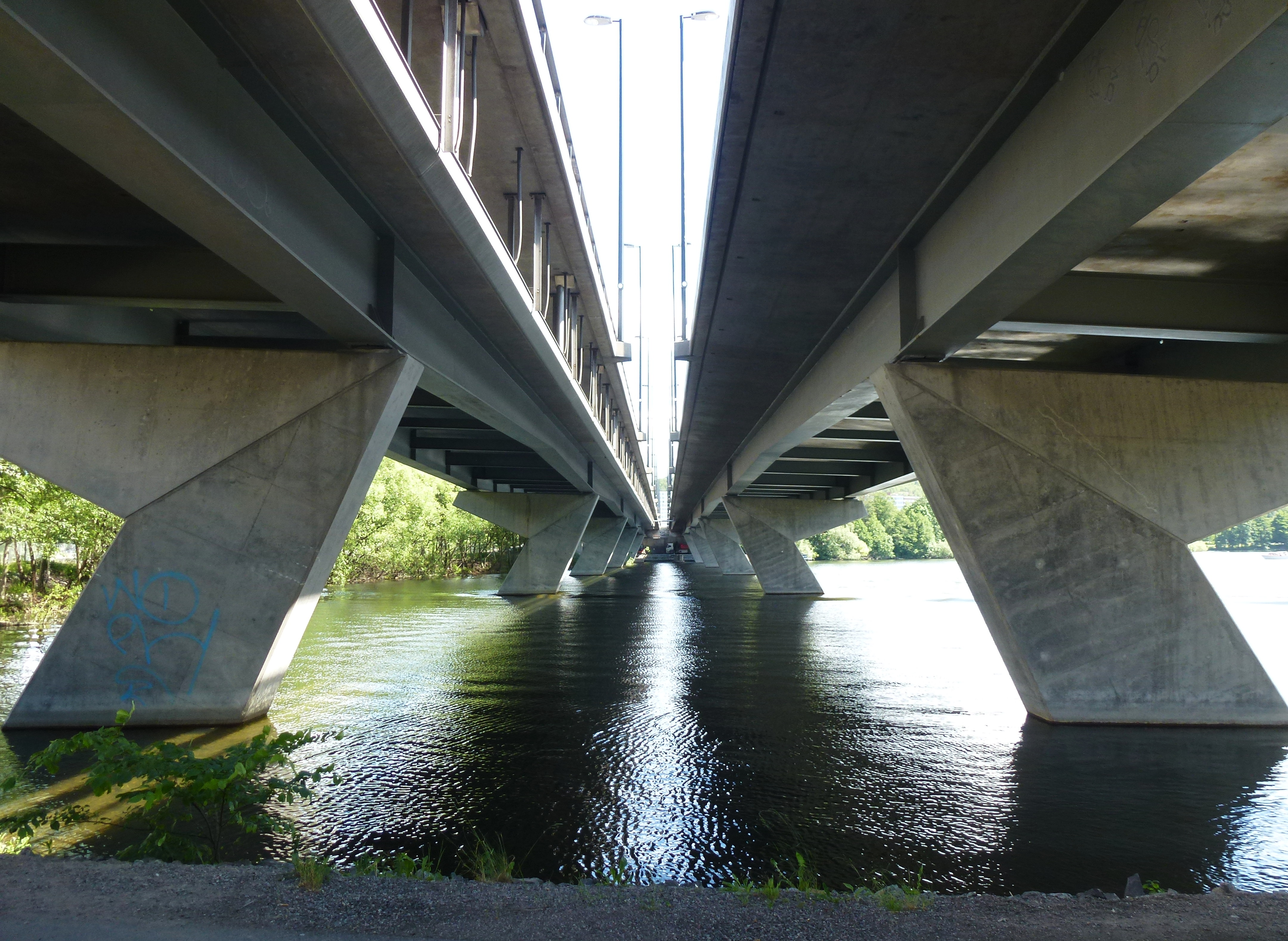
Under Vårbybron, vy från väst
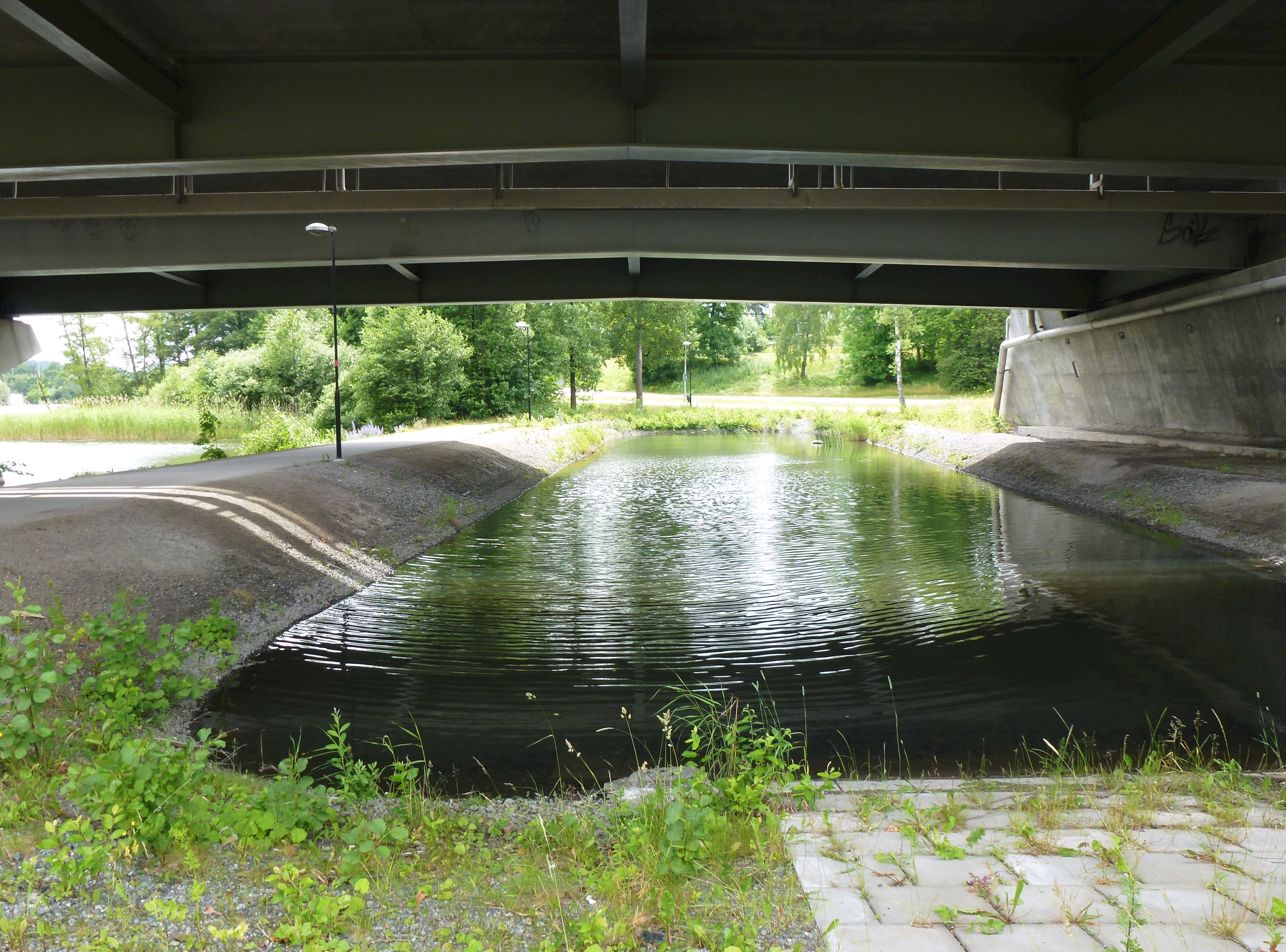
Reningsbassängen under bron